# 世界龍岡學校劉皇發中學
世界龍岡學校劉皇發中學（英語：Lung Kong World Federation School Limited Lau Wong Fat Secondary School）位於香港九龍大角咀詩歌舞街66號，創辦於1977年。

## 校政管理
歷任校監
- 張鎮漢 先生[2][3]
- 張鴻釗 先生

歷任校長
- 1977年至1986年：凌尚道 先生[4]
- 1986年至1993年8月：譚清高 先生[5][6]

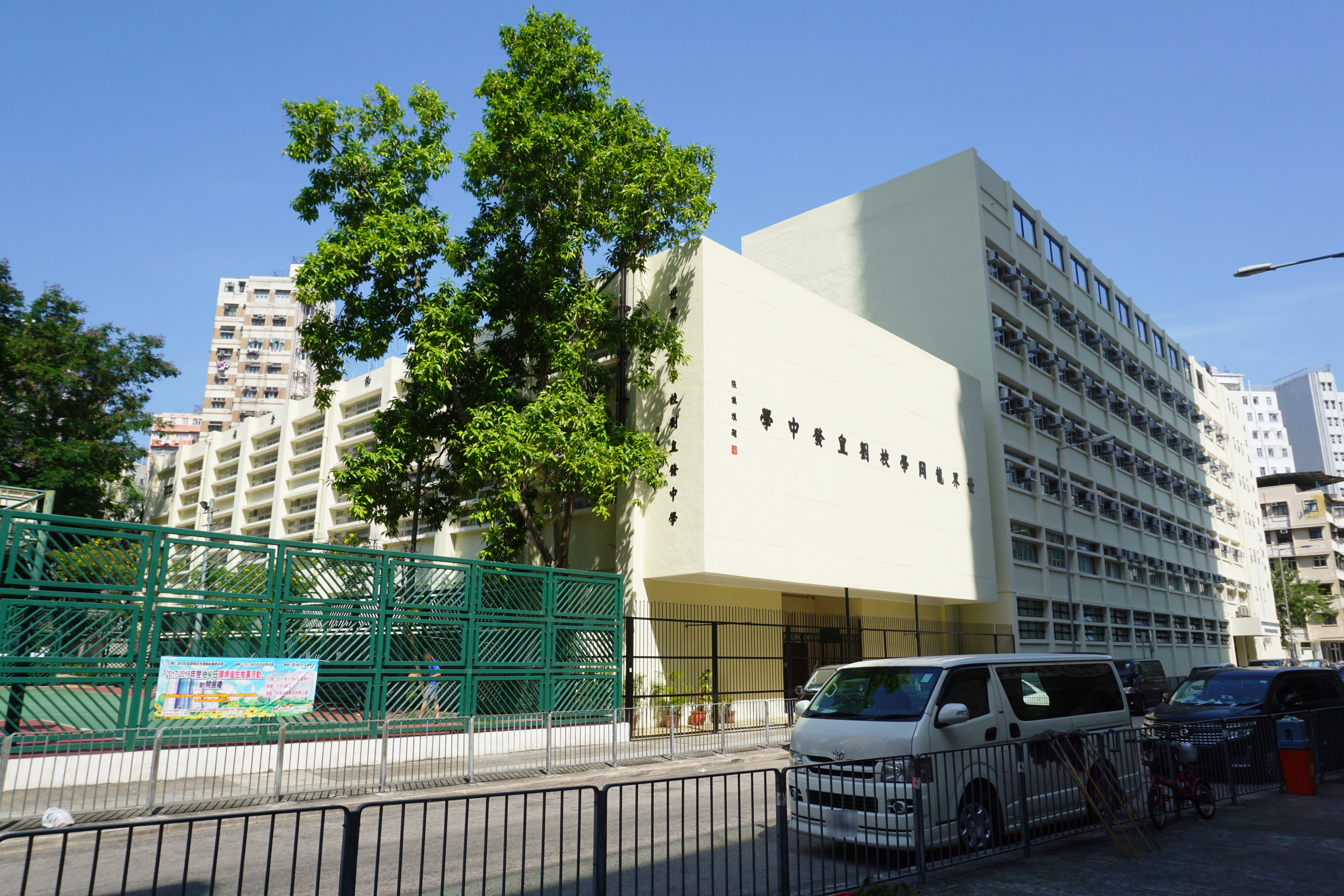
世界龍岡學校劉皇發中學校舍外觀

- 1993年9月至1994年2月：葉惠江 先生（署理）[7]
- 1994年2月至1999年：吳瑞凌 先生[6][8]
- 1999年至2010年：鄭自良 先生[9][10][11]
- 2010年至2017年：黃志華 先生
- 2017年至2022年：何家珍 女士[12]
- 2022年至今：陳慧韵 女士

歷任副校長
- 1977年至1987年：麥炳燊 先生[13][14]
- 1987年至1994年：葉惠江 先生[7]
- 周志強 先生[9][10]
- 蒙紹倫 先生[9][10]
- 梁鳳兒 女士
- 方鳳如 女士
- 彭景暉 先生 [15]

## 學校歷史
1960年，四姓宗親，即劉、關、張、趙組成世界龍岡親義總會。1962年世界龍岡懇親大會在加拿大多倫多舉行，會上決定在香港辦理小學及中學各一所，並由時任親義總會主席張鎮漢聯同其他校董如張熾昌、關啟明、劉子清等人負責籌劃建校事宜。後來建校委員會於1969年按香港法例組成及註冊非牟利辦學團體「世界龍岡學校(香港)有限公司」。委員會得到教育司署協助與政府商討，終在1969年獲撥出詩歌舞街、佔地6000平方呎的第10313地段官地資助建校，1977年可同時興辦中小學，同年首任校長凌尚道委託中文科教師羅衞佩妍為校歌填詞。此前，校方於1969年選用則師孫翼民計劃招標承建，但因工程規模龐大，辦理需時，所以延至1976年5月才舉行動土禮。1977年10月開校時，只有6班中一級學生，200多名學生來自中學派位計劃。又因校舍工程尚未竣工，校方暫借香港四邑商工總會黃棣珊紀念中學部份課室了新取錄的學生上課。
其後，世界龍崗學校劉皇發中學於1978年4月出版第一期龍岡特刊。當時中一級共有8班，學生數目擴展至500多人。1978年至1979學年開始安排學生於下午使用深水埗聖公會紀岳小學課室上課，亦始行領袖生制度。及至1980年2月，世界龍崗學校劉皇發中學完成部份校舍工程，師生遷入使用課室大樓。由於新界鄉議局鄉紳劉皇發捐出鉅額支持辦學，校方由是冠上其名作為學校名稱的一部分。自1980年至1981年起，該校開辦中四級3班文科班和2班理科班，也展開25個課外活動學會和啟用圖書館。1981年7月成立童軍九龍第199旅，另一方面成立4社。其時學生數目突破1000人。
在1980年代，該校校務有進一步發展，除了於1981年11月舉辦首屆校運會，還於1982年5月派出首屆中五畢業生參加香港中學會考，7月舉辦水運會。當校園內所有工程完結後，校內全部設施啟用，包括課室、特別室、操場、體育館、禮堂以及停車場。到了1982年9月，該校開辦兩年制中七預科，文理科各設1班。在1983年初應旺角區議會邀請下，學校讓學生參加美化環境計劃，為界限街與詩歌舞街口的校園外牆繪畫壁畫（1985年至1986年建設成「詩歌舞畫廊」）。隨後於1983年，校方出版第一期校刊，9月開辦1年制中六預科，1984年成立西九龍區女童軍第113旅和從初中年級開始開辦普通話科。1988年至1999年首次翻油校舍外牆的世界龍岡學校劉皇發中學及後配合教育署推行母語教學的步伐，1990年至1991年選定中四至中七級為試驗對象，部分班別改以母語教授經濟科。同期於1992至1993學年取消中六預科。
1995年至1996年，世界龍岡學校劉皇發中學進行學校改善工程；獲教育署撥款加建6個新翼活動室，並修葺停車場兼加設教員室，至1998年新翼落成啟用。由1998年9月起，該校的中一級由5班減至4班，逐年推展至中五級。而中一級同步亦全面實行母語教學，逐年推展至其他學級。進入2000年代之後，校內的資訊科技室於2000年2月可供師生使用。2001年至2002年，校方改變學科政策，中四級理科班大部分科目改以英語授課，藉此令學生能夠應付升學與就業需要。其他校政方面，該校於1998年至今聘用外籍教師，2001年10月與潮州市松昌中學結締，2006年7月成立法團校董會。

## 相關人物
校董會
- 劉皇發：已故鄉議局主席
- 劉盛良：現任校董會顧問，曾任中華民國立法委員
- 趙守博：現任校董會顧問，前台灣省政府主席
- 關中：前校董（以世界龍岡親義總會理事長身份擔任崗位），曾任中國國民黨副主席、前中華民國考試院院長
- 張平沼：前校董會顧問，曾任中華民國立法委員，現任台灣全國總商會理事長、國立台北大學校友總會理事長

校友
- 張益麟：興迅實業有限公司集團主席及董事總經理、香港青年工業家2011年得獎人、香港工業總會31组主席、香港社會創業論譠主席[24]
- 林衍蕙：香港女子劍擊運動員[25]
- 林衍聰：2014年亞運會男子個人及團體賽佩劍銅牌得主[24]
- 劉家倫：中華基督教會基朗中學校長[24]
- 聶德寶：前亞視新聞部助理採訪主任
- 鍾沛枝：2001年香港小姐亞軍（1999中五）[26]
- 沈偉銓：天使投資基金會聯合創辦人兼執行主席
- 梁雪湄：前香港女藝人
- 蘇皓兒：香港女藝人、前女子音樂組合As One成員（2012年中六）[27]
- 冼迪琦：前香港童星、前AKB48 Team TP成員[28]
- 朱曉宇：前香港青少年乒乓球代表隊
- 張連航：香港教育大學中國語言學系副教授（1983年中五、1985年中七）[29]

## 外部連結
- 學校網址 （页面存档备份，存于）
- Google Maps
- 龍岡起源 - 世界龍岡學校劉皇發中學由劉姓、關姓、張姓、趙姓等四姓後人創辦及經營